# International Women's Open 2000 - Doppio
Il doppio dell'International Women's Open 2000 è stato un torneo di tennis facente parte del WTA Tour 2000.
Martina Hingis e Anna Kurnikova erano le detentrici del titolo, ma la Hingis non ha partecipato quest'anno.
La Kournikova ha fatto coppia con Nataša Zvereva, ma sono state sconfitte nei quarti di finale da Els Callens e Dominique Van Roost.
Ai Sugiyama e Nathalie Tauziat hanno battuto in finale Lisa Raymond e Rennae Stubbs con il punteggio di 2–6 6–3 7–6(3).

## Teste di serie
1. Lisa Raymond /  Rennae Stubbs (finale)
2. Lindsay Davenport /  Corina Morariu (primo turno)
3. Anna Kurnikova /  Nataša Zvereva (quarti di finale)
4. Ai Sugiyama /  Nathalie Tauziat (campionesse)

## Tabellone

### Legenda
| - Q = Qualificato - WC = Wild card - LL = Lucky loser | - ALT = Alternate - SE = Special Exempt - PR = Protected Ranking | - w/o = Walkover - r = Ritirato - d = Squalificato |